# MC Lon
Airon de Lima Silva (Belo Jardim, 24 de novembro de 1990), mais conhecido pelo nome artístico MC Lon, é um cantor e compositor brasileiro.

## Biografia

### Carreira
Chegou a fama após o sucesso do seu hit Novinha Vem, Que Tem, com mais de 50 milhões de acessos no YouTube e hoje é um dos principais nomes do funk.
Após o sucesso, MC Lon teve seu primeiro contato com emissoras de TV como Rede Globo, Rede Bandeirantes e RedeTV!. Antes do sucesso, MC Lon era cabeleireiro e ganhava cerca de R$ 3,00 por corte de cabelo, e atualmente com seus shows, fatura em média 200 mil reais por mês. Lon cresceu sem o pai e depois de conquistar sua fama, procurou por ele em Maranhão e o encontrou.
No evento de premiação do YouTube Music Awards em 2013, MC Lon se apresentou ao lado de Anitta, Thiaguinho, MC Guimê e MC Rodolfinho em Marina da Glória, no Rio de Janeiro, tendo o Eminem como vencedor do prêmio.

### Prisão
Em 14 de janeiro de 2019 foi preso em flagrante, junto com um amigo, em um apartamento na Praia Grande, em São Paulo. Os dois foram encontrados com uma pistola de uso restrito e com numeração raspada no momento da abordagem. Segundo informações da Polícia Civil, o flagrante ocorreu em um prédio de alto padrão, no bairro Aviação. Lon foi surpreendido por equipes do Batalhões da Polícia Militar do Estado (BAEP) e não resistiu à abordagem. Questionado sobre a arma, Lon indicou o local onde ela estava guardada. Na unidade, os dois acabaram indiciados pelo crime de posse ilegal de arma de fogo, de uso restrito e numeração suprimida. O crime é inafiançável, e os dois foram recolhidos à carceragem da unidade, ficando à disposição da Justiça, e depois encaminhados à Cadeia Pública. Mas está solto no momento. 

## Discografia

### Singles
- A Felicidade
- Visão da Sobrevivência
- Novinha, Vem que Tem[9]
- Brasileiro que Nunca Desiste
- O Tempo não Espera (part. MC Guimê)
- Talento Raro
- A Festa
- Cabelo Arrepiado
- Se joga (part. MC melqui)
- Mundo M
- Bonde das casinhas
- Brasileiro que nunca desiste
- Tudo C
- Deus
- Desde Menor
- Volvo
- A mais de 100 passei (part. MC mano João)
- Caminhonete da Gringa
- Era uma vez (part. MC Boy do Charmes)
- Toyotão Charmoso (part. MC Joãozinho VT)
- Pesado de Ouro
- Pente Alongado
- Eu vim de dentro da Favela
- Pronto pra Fuga
- Nave no rasante
- Tchau, Acabou
- 15 Linhas
- Pião de XT
- Gordinho de Malote